# Egzemplarz sygnalny
Egzemplarz sygnalny – pierwszy egzemplarz już wydrukowanej książki lub czasopisma, przesyłany przez drukarnię do redakcji, autora lub projektanta. Przekazywany jest już po procesie wydrukowania całego nakładu, a przed wprowadzeniem publikacji do sprzedaży. W odróżnieniu do wydruku próbnego nie jest przeznaczony do wprowadzania zmian korektorskich.